# La Chapelle-Glain
La Chapelle-Glain (bretonsko Chapel-Glenn) je naselje in občina v francoskem departmaju Loire-Atlantique regije Loire. Leta 2013 je naselje imelo 825 prebivalcev.

## Geografija
Kraj leži v pokrajini Bretaniji na meji z Anjoujem, 66 km severovzhodno od Nantesa.

## Uprava
Občina La Chapelle-Glain skupaj s sosednjimi občinami Châteaubriant, Erbray, Fercé, Grand-Auverné, Issé, Juigné-des-Moutiers, Louisfert, La Meilleraye-de-Bretagne, Moisdon-la-Rivière, Noyal-sur-Brutz, Petit-Auverné, Rougé, Ruffigné, Saint-Aubin-des-Châteaux, Saint-Julien-de-Vouvantes, Soudan, Soulvache  in Villepot sestavlja kanton Châteaubriant; slednji se nahaja v okrožju Châteaubriant.

## Zanimivosti
- grad Château de la Motte-Glain iz 15. do 17. stoletja, francoski zgodovinski spomenik od leta 1926,
- cerkev sv. Petra in Pavla iz druge polovice 19. stoletja.